# Herostratos
Herostratos (tiếng Hy Lạp: ‘Ηρόστρατος) là một thanh niên, trong hy vọng sẽ trở nên nổi tiếng, đã phóng hỏa Đền thờ thần Artemis ở Ephesus (nay nằm ở miền Tây Thổ Nhĩ Kỳ) vào ngày 21 tháng 7 năm 356 TCN. Đền thờ này được xây dựng bằng đá cẩm thạch và được coi là ngôi đền đẹp nhất trong số khoảng 30 ngôi đền của người Hy Lạp xây dựng để thờ phụng thần Artemis, nữ thần săn bắn. Đây cũng là một trong Bảy kỳ quan thế giới cổ đại.
Không những không thèm lẩn tránh vì đã cố ý phóng hỏa ngôi đền linh thiêng, Herostratos còn rất tự hào nhận trách nhiệm với hy vọng tên tuổi mình sẽ trở thành bất tử trong lịch sử. Vì vậy, những nhà chức trách ở Ephesus đã không chỉ xử tử hình Herostratos mà còn biến hắn trở thành một người vô danh khi tuyên án. Đương nhiên biện pháp này cũng không thể ngăn cản Herostratos đi vào lịch sử như hắn mong muốn, vì sau đó nhà sử học cổ đại Theopompus đã ghi lại sự kiện này và tên của Herostratus đi vào lịch sử như kẻ đốt đền nổi tiếng nhất thời cổ đại.

## Herostratos trong văn hóa đương đại
- Trong tiếng Đức, Herostrat dùng để chỉ một người không ngừng tìm kiếm danh vọng.
- Trong tiếng Anh, cụm từ Herostratic fame cũng xuất phát từ tên Herostratos.
- Một trong các truyện ngắn của tập Le mur (Bức tường, 1939) của nhà văn Jean-Paul Sartre có tựa đề Erostrate viết về một người đàn ông lập kế hoạch phạm tội để trở nên nổi tiếng.